# Basket Barcellona 2010-2011
La stagione 2010-2011 del Basket Barcellona è stata la prima disputata in Legadue, undici stagioni dopo l'unica partecipazione in A2 della Cestistica Barcellona.

## Stagione
Sponsorizzata dai Supermercati Sigma, la società messinese si è classificata al quinto posto della Legadue e ha partecipato ai play-off per la promozione. Ha eliminato Scafati ma si è fermata in semifinale contro Casale. In Coppa Italia, ha perso la finale del girone D contro Veroli.

## Rosa
| Giocatori |
| --------- |

| N° | Naz.                   | Ruolo | Sportivo            | Anno | Alt. |  |
| -- | ---------------------- | ----- | ------------------- | ---- | ---- |  |
| 4  | Italia (bandiera)      | G     | Marco Coppolino     | 1991 | 183  |  |
| 5  | Italia (bandiera)      | P     | Dario Giallombardo  | 1993 | 178  |  |
| 6  | Italia (bandiera)      | G     | Filippo Biondo      | 1993 | 183  |  |
| 7  | Stati Uniti (bandiera) | PG    | Joe Crispin         | 1979 | 183  |  |
| 11 | Panama (bandiera)      | A     | Michael Hicks       | 1976 | 196  |  |
| 12 | Italia (bandiera)      | GA    | Ryan Bucci          | 1981 | 190  |  |
| 13 | Italia (bandiera)      | G     | Giuseppe Crisafulli | 1992 | 190  |  |
| 15 | Italia (bandiera)      | AC    | Manuele Mocavero    | 1980 | 204  |  |
| 17 | Italia (bandiera)      | A     | Daniele Bonessio    | 1988 | 200  |  |
| 19 | Italia (bandiera)      | A     | Andrea Ghiacci      | 1981 | 200  |  |
| 20 | Italia (bandiera)      | AC    | Matteo Da Ros       | 1989 | 204  |  |
| 22 | Scozia (bandiera)      | AC    | Kieron Achara       | 1983 | 208  |  |
| 33 | Italia (bandiera)      | P     | Michele Cardinali   | 1978 | 190  |  |
| 51 | Italia (bandiera)      | PG    | Gennaro Sorrentino  | 1985 | 190  |  |

| Staff tecnico                             |
| ----------------------------------------- |
| Allenatore: Cesare Pancotto               |
| Vice allenatore: Stefano Vanoncini        |
| Assistente allenatore: Francesco Trimboli |
| Preparatore atletico: Djordje Kozul       |
| Fisioterapista: Saverio Mauceri           |
| Medico sociale: Nazareno Pino             |

| Giocatori acquisiti a stagione in corso |
| --------------------------------------- |

| N° | Naz.                      | Ruolo | Sportivo                        | Anno | Alt. |  |
| -- | ------------------------- | ----- | ------------------------------- | ---- | ---- |  |
|    | Cecoslovacchia (bandiera) | AC    | David Šteffel (dal 25 novembre) | 1985 | 211  |  |
| 24 | Stati Uniti (bandiera)    | PG    | Jeremy Wise (dal 9 maggio)      | 1986 | 188  |  |

| Giocatori ceduti a stagione in corso |
| ------------------------------------ |

| N° | Naz.                      | Ruolo | Sportivo                      | Anno | Alt. |  |
| -- | ------------------------- | ----- | ----------------------------- | ---- | ---- |  |
|    | Cecoslovacchia (bandiera) | AC    | David Šteffel (al 12 gennaio) | 1985 | 211  |  |

Dettagli giocatori su LegadueBasket.it

## Dirigenza
- Presidente: Immacolato Bonina
- Vicepresidente: Fedele Genovese
- Amministratore unico: Tommaso Donato
- General manager: Sandro Santoro
- Addetto stampa: Benedetto Orti Tullo
- Segreteria: Nerina Candido
- Responsabile marketing: Aurelio Coppolino
- Responsabile statistiche: Vincenzo Iudicello
- Responsabile internet: Vincenzo Coppolino
- Responsabile settore giovanile: Massimo Sigillo
- Responsabile minibasket: Francesco Scardi